# آسر الملك
آسر الملك (بالكورية: 세작, 매혹된 자들)؛ هو مسلسل تلفزيوني كوري جنوبي، من بطولة جو سانغ سوك، شين هاي-كيونغ، لي شين يونغ، بارك يي-يونغ. عرض على تي في إن في 21 يناير الى 3 مارس 2024. بث أيام السبت والأحد الساعة 21:20 بتوقيت (KST). وهو متاح على نتفليكس دولياً.

## القصة
قصة الحب القاسية للملك يي إن (جو جونغ-سوك)، الذي هو على وشك الصراع على السلطة الملكية والنخبة السياسية، وكانغ هي سو (شين هي-كيونغ)، الملكة التي تحاول خداعه للانتقام ولكن ينتهي بها الأمر بالوقع في حبه.

## طاقم
- تشو جونغ سيوك في دور لي إن[7]
- شين سي كيونغ في دور كانغ هي سو[7]
- لي سين يونج في دور كيم ميونج ها[4]
- بارك يي يونج في دور سيدة البلاط دونج[4]

### داعم
- سون هيون-جو بدور كانغ هانغ سون: والد هي-سو.[2]
- تشوي داي هون في دور يي سيون[2]
- جو سأونغ ها في دور كيم جونغ باي: وزير الشؤون العسكرية.[8]
- لي جيو هو في دور بارك جونغ هوان[2]
- يانغ كيونغ-وون في دور يو هيون بو: الرجل الذي سيفعل أي شيء من أجل الثروة والشهرة.[9]
- جانغ يونغ نام في دور حديقة رويال كوين دواجر: والدة يي ان البيولوجية.[2]
- آهن سي ها في دور الملكة كيم[2]
- كانغ هونغ-سيوك في دور جو سانغ هوا[2]
- نا هيون وو بدور تشو دال ها: مساعد هي سو.[10]
- هآن دونغ هي بدور هونغ جانغ: مومس وصديقة هي-سو.[11]
- سونغ سانغ إيون في دور جا جيون نيون[2]
- جونغ سوك يونغ[12]
- جيون سو جي[13]

## المشاهدات
| الموسم | الموسم | رقم الحلقة | رقم الحلقة | رقم الحلقة | رقم الحلقة | رقم الحلقة | رقم الحلقة | رقم الحلقة | رقم الحلقة | رقم الحلقة | رقم الحلقة | رقم الحلقة | رقم الحلقة | رقم الحلقة | رقم الحلقة | رقم الحلقة | رقم الحلقة | المتوسط     |
| الموسم | الموسم | 1          | 2          | 3          | 4          | 5          | 6          | 7          | 8          | 9          | 10         | 11         | 12         | 13         | 14         | 15         | 16         | المتوسط     |
| ------ | ------ | ---------- | ---------- | ---------- | ---------- | ---------- | ---------- | ---------- | ---------- | ---------- | ---------- | ---------- | ---------- | ---------- | ---------- | ---------- | ---------- | ----------- |
|        | 1      | 0.641      | 0.976      | 0.704      | 1.284      | غ/م        | 1.212      | 0.903      | 1.120      | 1.623      | 1.661      | 0.982      | 1.321      | 1.099      | 1.497      | 1.213      | 1.810      | ستُعلن لاحقًا |

| الحلقات | تاريخ البث     | تقييمات (نيلسن كوريا) | تقييمات (نيلسن كوريا) |
| الحلقات | تاريخ البث     | على الصعيد الوطني     | سيئول                 |
| ------- | -------------- | --------------------- | --------------------- |
| 1       | 21 يناير 2024  | 3.089%                | 3.224%                |
| 2       | 21 يناير 2024  | 3.977%                | 4.077%                |
| 3       | 27 يناير 2024  | 3.286%                | 3.550%                |
| 4       | 28 يناير 2024  | 6.016%                | 5.968%                |
| 5       | 3 فبراير 2024  | 3.868%                | —                     |
| 6       | 4 فبراير 2024  | 5.461%                | 5.350%                |
| 7       | 9 فبراير 2024  | 4.162%                | 4.573%                |
| 8       | 10 فبراير 2024 | 4.733%                | 4.863%                |
| 9       | 11 فبراير 2024 | 6.369%                | 6.290%                |
| 10      | 11 فبراير 2024 | 6.703%                | 6.792%                |
| 11      | 17 فبراير 2024 | 4.100%                | 4.240%                |
| 12      | 18 فبراير 2024 | 5.938%                | 5.837%                |
| 13      | 24 فبراير 2024 | 4.942%                | 5.272%                |
| 14      | 25 فبراير 2024 | 6.675%                | 7.082%                |
| 15      | 2 مارس 2024    | 5.609%                | 6.030%                |
| 16      | 3 مارس 2024    | 7.763%                | 7.915%                |
| متوسط   | متوسط          | 5.609%                | __                    |

## الانتاج
بدأ تصوير المسلسل في مارس 2022. المسلسل من كتابة كيم سيون-ديوك التي كتبت حلم الملك العظيم (2012)، المهرج المتوج (2019)، واخراج من قبل جو نام كوك، من اعماله سلسلة المحقق المثالي (2020 ، 22)، من تخطيط استوديو دراغون وانتاج من قبل استوديو سي-جيس.

## روابط خارجية
- الموقع الرسمي
 (بالكورية)
- آسر الملك على موقع IMDb (الإنجليزية)
- آسر الملك على موقع نتفليكس (الإنجليزية)
- آسر الملك على موقع فيلمافينيتي (الإسبانية)
- آسر الملك على موقع قاعدة بيانات الفيلم (الإنجليزية)
- آسر الملك على هانسينما